# Kitano Takesi
Kitano Takesi (北野 武, nyugaton Takeshi Kitano) (Tokió, 1947. január 18.) japán humorista, filmszínész, -rendező, -producer, író, forgatókönyvíró és tévés személyiség.
Munkáscsaládból származik, a szórakoztatóiparba a műszaki egyetemet félbehagyva került. Stand-up comedyk előadójaként vált ismertté az 1970-es években. Filmszínészként ma is ekkor felvett művésznevét, a Bíto Takesit (ビートたけし) használja. Televíziós és filmszerepeket igazán az 1980-as évektől kapott. Idővel igen népszerűvé vált, 1988-ban megalapította az Office Kitano nevű filmprodukciós vállalkozását. Hogy a japán közönséggel minél inkább feledtesse a komikusi énjét és komoly színészként is megvethesse a lábát, sok szerepét övezi véres erőszak és filmjeiben gyakran játszott gengsztereket is.

## Filmjei
- 2017 Páncélba zárt szellem színész
- 2012 Túl a haragon rendező, színész, forgatókönyvíró
- 2010 Emésztő harag rendező, színész, forgatókönyvíró
- 2010 (Autoreiji) rendező, színész, forgatókönyvíró, vágó
- 2008 Akhilleusz és a teknős rendező, színész, forgatókönyvíró, vágó
- 2007 (Kantoku Banzai!) rendező, színész, forgatókönyvíró, vágó
- 2005 Takeshis (Takeshis) rendező, színész, forgatókönyvíró, vágó
- 2004 (Chi to hone) színész
- 2003 A szamuráj (Zatôichi) rendező, színész, forgatókönyvíró, vágó
- 2002 Bábok (Dolls) rendező, forgatókönyvíró, vágó
- 2000 Battle Royale (Battle Royale) (TV film) színész
- 2000 Fivér (Brother) rendező, színész, forgatókönyvíró, vágó
- 1999 Kikudzsiró nyara (Kikudzsiró no nacu) rendező, színész, forgatókönyvíró, vágó
- 1999 Tabu (Gohatto) színész
- 1998 Tokiói szemek (Tokyo Eyes) színész
- 1997 Tűzvirágok (Hana-Bi) rendező, színész, forgatókönyvíró, vágó
- 1996 A kölykök visszatérnek (Kidzu ritan) rendező, forgatókönyvíró, vágó
- 1995 Johnny Mnemonic – A jövő szökevénye (Johnny Mnemonic) színész
- 1995 Bármi más? (Minna jatteru ka!) rendező, színész
- 1993 Szonatina (Szonacsine) rendező, színész, forgatókönyvíró
- 1992 Tengerparti jelenet (Ano natsu, ichiban shizukana umi) rendező, színész, forgatókönyvíró
- 1990 Forráspont (3-4x jugatsu) rendező, színész
- 1989 Az erőszakos zsaru (Szono otoko, kjóbó ni cuki) rendező, színész
- 1983 Boldog karácsonyt Mr. Lawrence!'(Merry Christmas, Mr. Lawrence) színész

## Fontosabb díjak, jelölések
Velencei Filmfesztivál
- 2008 jelölés: Arany Oroszlán díj, (Achilles to kame)
- 2006 díj: Jaeger-LeCoultre Glory to the Filmmaker Award
- 2005 jelölés: Arany Oroszlán díj, Takeshis
- 2003 jelölés: Arany Oroszlán díj, Zatôichi
- 2002 jelölés: Arany Oroszlán díj, Dolls
- 2003 díj: Rendezői díj, A szamuráj
- 1997 díj: Arany Oroszlán díj, Tűzvirágok

César-díj
- 1998 jelölés: legjobb külföldi film, Hana-bi

Cannes-i fesztivál
- 2010 jelölés: Arany Pálma, Autoreiji (2010)
- 1999 jelölés: Arany Pálma, Kikujirô no natsu

## Könyve
- 2007: Shonen (Boy) - (angolul, ISBN 978-1-932234-35-0)[4]

### Magyarul
- Fiú; ford. Lázár Júlia; Scolar, Bp., 2009 (ISBN 978-963-244-095-8) A kötet három novellát tartalmaz: Bajnok kimonóban, Csillagbölcső, Okamesan.